# Нефть (фильм)
«Нефть» (англ. There Will Be Blood, дословный перевод — «И будет кровь») — эпический драматический фильм американского режиссёра, сценариста и продюсера Пола Томаса Андерсона. Картина является вольной экранизацией романа классика американской литературы Эптона Синклера «Нефть!» 1927 года. Главную роль исполнил Дэниел Дэй-Льюис, удостоенный за своё перевоплощение более сорока наград, среди которых «Оскар», BAFTA, Премия Американской Гильдии киноактёров, «Золотой глобус» и «Выбор критиков» в категории «Лучший актёр». Это первая совместная работа Дэниела Дэй-Льюиса и Пола Томаса Андерсона (второй стала костюмированная драма «Призрачная нить»).
На 80-й церемонии вручения премии «Оскар» картина одержала победу в категориях «Лучший актёр» (Дэниел Дэй-Льюис) и «Лучшая операторская работа» (Роберт Элсвит), а также выдвигалась в ещё шести номинациях, включая «Лучший адаптированный сценарий», «Лучшая режиссура» и «Лучший фильм», но уступила победу во всех трёх категориях криминальному нео-вестерну братьев Коэн «Старикам тут не место», съёмки которого проходили недалеко от мест съемок «Нефти».
Музыку к фильму написал Джонни Гринвуд — гитарист группы Radiohead. Саундтрек получил номинации на BAFTA и «Грэмми» и был удостоен Серебряного медведя Берлинского кинофестиваля за выдающийся художественный вклад в развитие кинематографа, а также выдвигался на премию «Оскар», но не прошёл по критерию «оригинальности» (большая часть композиций была написана ранее). На том же Берлинском кинофестивале Пол Томас Андерсон был удостоен приза за лучшую режиссуру.
«Нефть» считается вершиной актёрского таланта Дэниела Дэй-Льюиса и режиссёрского таланта Пола Томаса Андерсона соответственно, одним из величайших свершений в мировом киноискусстве первого десятилетия XXI века, чаще прочих картин её называли лучшим фильмом 2000-х. В 2016 году эпос Пола Томаса Андерсона расположился на третьем месте в списке 100 величайших фильмов XXI века по версии BBC, а в 2019 году британская газета The Guardian назвала «Нефть» лучшей картиной XXI века и поставила ленту на 17-е место в списке величайших авторских фильмов всех времен. В 2017 году «Нефть» заняла лидирующую позицию в списке лучших фильмов XXI века по версии The New York Times.

## Сюжет
В конце XIX века предприниматель Дэниел Плэйнвью занимается поисками золота и серебра в Калифорнии. Упав в шахту и сломав ногу, он находит образец горной породы, указывающий на наличие на участке нефти. Так Плэйнвью становится нефтедобытчиком. Он усыновляет ребёнка погибшего на шахте рабочего и выдаёт его за своего сына по имени Эйч Даблъю (H.W.).
Однажды к предпринимателю приходит молодой человек по имени Пол Сандей (Пол Дано), который обещает за вознаграждение указать место, где нефть бьёт буквально из-под земли. Дэниэл с Эйч Даблъю отправляются в Литл Бостон (Калифорния) и исследуют участок под предлогом охоты на перепелов. Плэйнвью понимает, что на участке действительно находится крупное месторождение нефти. Предприниматель предлагает семье Сандей продать участок, однако Илай, брат-близнец Пола и местный проповедник церкви Третьего Откровения, ставит условие: Плэйнвью должен выделить местной церкви 5000 долларов. Купив участок на этих условиях, Плэйнвью приобретает и соседние участки, начинает бурение и ставит несколько нефтяных вышек. Между Плэйнвью и Илаем нарастает конфликт. Предприниматель считает проповедника шарлатаном, не даёт денег на строительство новой церкви. Он также не даёт проповеднику благословить новый промысел. Вскоре на буровой происходит авария, в результате которой Эйч Даблъю становится глухим, после чего Дэниэл срывается на проповеднике и унижает его перед своими сотрудниками, вываляв в грязи.
Однажды предпринимателя навещает человек, представившийся его единокровным братом Генри (Кевин О’Коннор) из городка Фон-дю-Лак в Висконсине. Дэниэл предлагает ему остаться, даёт работу и делает своим партнёром. Эйч Даблъю не доверяет незнакомцу и ночью пытается поджечь дом. Разозлившийся Дэниэл отсылает ребёнка в специальную школу для глухих в Сан-Франциско. Тем временем компания Standard Oil предлагает Плэйнвью продать бизнес за миллион долларов. Предприниматель отказывается, он хочет заключить сделку по поставке нефти с Union Oil и проложить нефтепровод до океана. Для прокладки нефтепровода ему нужно приобрести участок мистера Бэнди (Ханс Хоус), с которым он когда-то отказался встречаться. Проводя геодезические работы, Дэниэл и Генри доходят до океана. Дэниэл вспоминает своё детство в Фон-дю-Лак и начинает подозревать, что Генри — самозванец. Угрожая ему пистолетом, он выбивает признание: оказывается, его настоящий брат давно умер от туберкулёза. Дэниэл убивает самозванца и закапывает его в канаве с водой.
Утром предпринимателя будит мистер Бэнди, который говорит, что сдаст участок в аренду, если Дэниэл искупит грех убийства, став прихожанином церкви Третьего Откровения. Дэниэл проходит унизительный для него обряд очищения, который проводит Илай. Он публично кается в своих грехах, признавая, что бросил своего ребёнка. Это даёт ему возможность проложить трубопровод. Дэниэл забирает Эйч Даблъю из школы для глухонемых. Мальчик влюбляется в Мэри Сандей и, повзрослев, женится на ней. Илай уезжает проповедовать в другие города.
Финальные сцены происходят в 1927 году. Эйч Даблъю приходит к отцу и говорит, что хочет уехать в Мексику вместе со своей женой Мэри и основать собственную нефтедобывающую компанию. Дэниэл говорит, что тогда он станет его конкурентом, и рассказывает ему горькую правду о том, что усыновил Эйч Даблъю только с одной целью — чтобы присутствие сына помогало вести переговоры с фермерами. Эйч Даблъю уходит, и Дэниэл остаётся один в своём огромном роскошном доме.
Утром находящегося в состоянии тяжёлого похмелья в подвальной комнате для боулинга Дэниэла навещает Илай, который предлагает предпринимателю взять в аренду участок Бэнди у его наследников. Дэниэл соглашается, если Илай признает себя лжепророком, а Бога — предрассудком. Илай соглашается. Тогда Дэниэл говорит, что участок Бэнди истощён посредством дренажа и не представляет никакой ценности. Илай умоляет помочь ему деньгами, но Дэниэл в ярости преследует его и убивает деревянной кеглей. Когда слуга предпринимателя спускается в подвал, хозяин дома говорит: «Мне конец» (англ. I'm finished, варианты перевода — «Я выдохся», «Со мной покончено»).

## В ролях
| Актёр             | Роль                         |
| ----------------- | ---------------------------- |
| Дэниел Дэй-Льюис  | Дэниел Плэйнвью              |
| Пол Дано          | Пол Сандей / Илай Сандей     |
| Кевин О’Коннор    | Генри                        |
| Киаран Хайндс     | Флетчер Гамильтон            |
| Диллон Фрезиер    | юный Эйч Даблъю Плэйнвью     |
| Расселл Харвард   | взрослый Эйч Даблъю Плэйнвью |
| Сидни Маккалистер | юная Мэри Сандей             |
| Коллин Фой        | взрослая Мэри Сандей         |
| Дэвид Уиллис      | Эйбел Сандей                 |
| Ханс Хаус         | Уильям Бэнди                 |

## Музыка
Андерсон был поклонником музыки Radiohead и был впечатлён работой Джонни Гринвуда в документальном фильме Песня тела. Написав сценарий «Нефти», Андерсон услышал оркестровую пьесу Гринвуда «Попкорн-супер-ресивер», которая побудила его попросить Гринвуда работать с ним. Поначалу Гринвуд сомневался и думал о поддержке, но уверенность и энтузиазм Андерсона убедили его согласиться. Андерсон подарил Гринвуду копию фильма, а три недели спустя тот вернулся с двумя часами музыки, записанными в студии Abbey Road в Лондоне. В декабре 2008 года Гринвуд был номинирован на премию «Грэмми», однако не вся музыка фильма оригинальна: Гринвуд активно использовал классическую и академическую музыку других композиторов. Так, в фильме звучит Концерт для скрипки с оркестром ре мажор, Op. 77, Брамса («Vivace ma non troppo») и «Fratres» для виолончели и фортепиано Арво Пярта
.

## Награды
- 2008 — Премия «Оскар»
  - Лучшая работа оператора — Роберт Элсуит
  - Лучшая мужская роль — Дэниел Дэй-Льюис
- 2008 — Премия BAFTA
  - Лучший актёр — Дэниел Дэй-Льюис
- 2008 — Премия Гильдии киноактёров США
  - Лучший актёр — Дэниел Дэй-Льюис
- 2008 — Берлинский кинофестиваль
  - «Серебряный медведь» за режиссуру — Пол Томас Андерсон
  - «Серебряный медведь» за музыку — Джонни Гринвуд
- 2008 — Премия «Золотой глобус»
  - Лучший драматический актёр — Дэниел Дэй-Льюис
- 2008 — Кинофестиваль в Сан-Себастьяне
  - Фильм года (Премия ФИПРЕССИ) — Пол Томас Андерсон
- Лучший фильм десятилетия по версии журнала Rolling Stone
- Лучший фильм десятилетия Архивная копия от 1 января 2010 на Wayback Machine по версии британской газеты The Guardian
- Второй лучший фильм десятилетия по версии Ассоциации кинокритиков Лос-Анджелеса[6].

### Номинации
- 2008 — Премия «Оскар»
  - Лучшая работа художников — Джек Фиск, Джим Эриксон
  - Лучшая режиссура — Пол Томас Андерсон
  - Лучший монтаж — Дилан Тиченор
  - Лучший монтаж звука — Мэтью Вуд, Кристофер Скарабозио
  - Лучший фильм года — Пол Томас Андерсон, Дэниэл Лупи, ДжоЭнн Селлар
  - Лучший сценарий, основанный на ранее опубликованном материале — Пол Томас Андерсон
- 2008 — Премия «Сатурн»
  - Лучший фильм в жанре экшн/приключения/триллер
  - Лучший актёр — Дэниел Дэй-Льюис
  - Лучшая музыка — Джонни Гринвуд
- 2008 — Премия BAFTA
  - Лучшая работа оператора — Роберт Элсуит
  - Лучшая режиссура — Пол Томас Андерсон
  - Лучший фильм — Пол Томас Андерсон, Дэниэл Лупи, ДжоЭнн Селлар
  - Лучшая музыка — Джонни Гринвуд
  - Лучшая работа художников — Джек Фиск, Джим Эриксон
  - Лучший адаптированный сценарий — Пол Томас Андерсон
  - Лучший звук — Мэтью Вуд, Кристофер Скарабозио, Джон Притчетт, Майкл Семаник, Том Джонсон
  - Лучший актёр второго плана — Пол Дано
- 2008 — Берлинский кинофестиваль
  - «Золотой медведь» — Пол Томас Андерсон
- 2009 — Премия «Сезар»
  - Лучший зарубежный фильм — Пол Томас Андерсон
- 2008 — Премия «David di Donatello»
  - Лучший зарубежный фильм — Пол Томас Андерсон
- 2008 — Премия «Золотой глобус»
  - Лучшая драма
- 2009 — Премия «Грэмми»
  - Лучший саундтрек — Джонни Гринвуд